# ヴァンサン・ゲラン
ヴァンサン・ゲラン（Vincent Guérin、1965年11月22日 - ）は、フランス・ブローニュ＝ビヤンクール出身の元同国代表サッカー選手、現サッカー指導者。現役時代のポジションはMF。

## 経歴
現役時代は主にモンペリエHSCやパリ・サンジェルマンFCでプレーし、後者のクラブでは1993-94シーズンのリーグ・アン優勝や1995-96シーズンのUEFAカップウィナーズカップ制覇など合計5つのタイトル獲得に貢献した。
フランス代表では、通算19試合2得点を記録。初キャップは1993年9月8日のフィンランド代表との1994 FIFAワールドカップ・予選であり、1995年4月26日のUEFA EURO '96予選スロバキア代表戦では代表初得点を含む1得点2アシストの活躍で4-0での勝利に貢献した。
自身初のメジャー大会となったUEFA EURO '96では、グループステージのスペイン代表戦を除くすべての試合でスタメンフル出場したが、準決勝でチェコ代表に敗れた。
現役引退後の2020年より古巣パリ・サンジェルマンのU-19で監督を務めている。